# Holodomor
Foametea ucraineană (1932-1933), cunoscută și ca Holodomor (în limba ucraineană: Голодомор), a fost una dintre cele mai grave catastrofe naționale ale ucrainenilor din istoria modernă, cu un număr de morți estimat la 3.5 - 5 milioane în Ucraina, 62.000 - "sute de mii" în Kuban, și peste 300.000 morți sau migranți din Kazahstan. În timp ce foametea din Ucraina a fost parte a unei foamete care a afectat și alte regiuni ale Uniunii Sovietice, prin Holodomor se înțeleg strict evenimentele care au afectat teritoriile locuite de etnicii ucraineni.
Cercetătorii sunt de acord că foametea a fost cauzată mai degrabă de politica agricolă a guvernului sovietic și a lui Stalin decât din cauze naturale, iar Holodomorul este denumit și „genocidul ucrainean”, ceea ce ar implica faptul că Holodomorul a fost pus la cale de guvern, cu scopul distrugerii națiunii ucrainene ca factor politic și entitate socială. Istoricii încă mai discută dacă politicile care au dus la Holodomor cad sau nu sub incidența prevederilor Convenției asupra genocidului, iar mai multe țări au recunoscut între timp Holodomorul ca genocid. La 28 noiembrie 2006, parlamentul Ucrainei a aprobat o rezoluție care afirmă că foametea forțată din perioada sovietică a fost un act de genocid împotriva poporului ucrainean.

## Etimologie
Holodomor vine de la cuvântele ucrainene  голод (holod = foamete) și мор (mor = pieire în masă; epidemie.).  

## Cauze și efecte

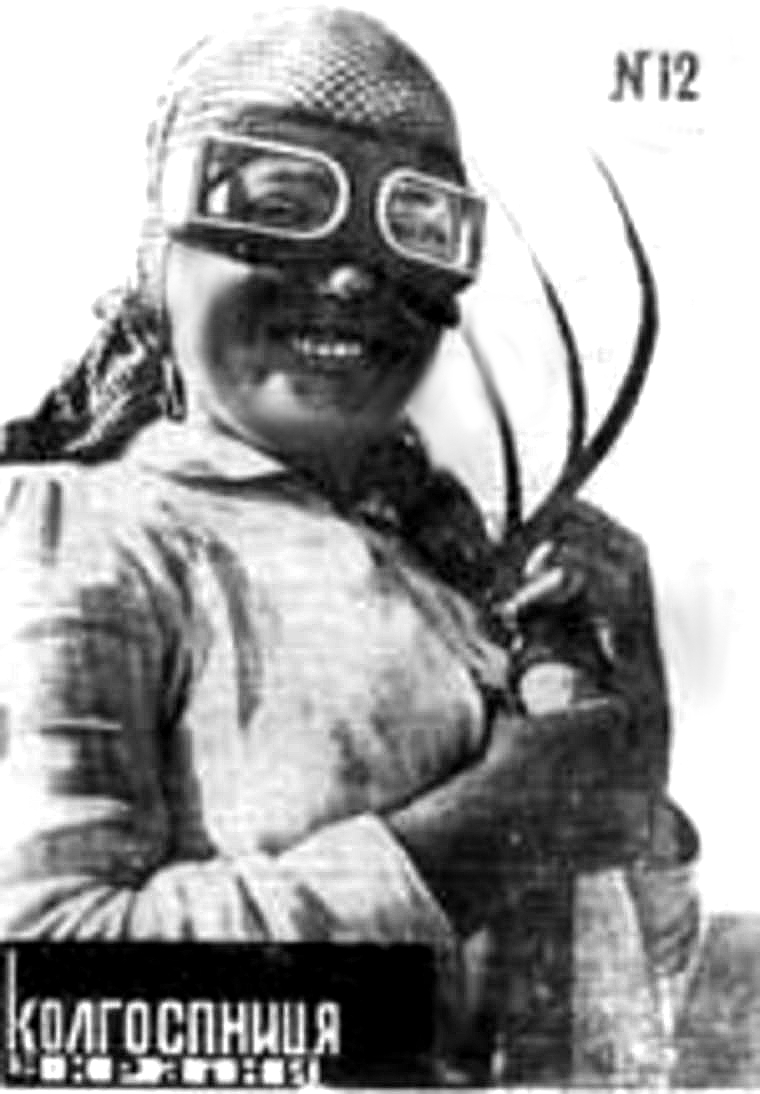
Coperta revistei Kolhospniția Ukrainî ("Colhoznica Ucrainei"), decembrie 1932

Cauzele Holodomorului, deși complexe, pot fi înțelese prin studierea contextului mai larg al revoluției sociale de sus în jos care a avut loc în Uniunea Sovietică în acele vremuri.
În deceniul al treilea al secolului trecut, când Uniunea Sovietică avea nevoie să câștige simpatia populației noului stat comunist, a fost introdusă o politică de promovare a reprezentanților națiunilor titulare ale republicilor sovietice, ca și a minorităților naționale, în funcții de conducere la toate nivelurile administrației sau vieții publice. (Vedeți și: Korenizația). Pe teritoriul Ucrainei, ca și în zonele locuite de ucraineni din alte republici, ucrainizarea a devenit  parte a mai largii politici de korenizație. În aceste condiții, ucrainenii din URSS s-au bucurat de un deceniu de renaștere a culturii naționale, ceea ce a dus la creșterea conștiinței naționale și la dezvoltarea rapidă a unei elite culturale și sociale naționale. După numai un deceniu, acest proces a devenit alarmant pentru regimul sovietic, care considera că ucrainenii vor deveni mai loiali propriei națiuni decât ideologiei comuniste sau statului sovietic. La începutul deceniului al patrulea, politicile ucrainizatoare au fost oprite brusc și au fost înlocuite cu o politică rapidă de rusificare, ceea ce a produs numeroase probleme sociale, culturale și politice în teritoriile populate de ucraineni.
În același timp, a fost introdusă politica de colectivizare a agriculturii, iar la începutul anului 1932, 69% din gospodăriile ucrainene erau deja în colhozuri. Deși în alte regiuni ale Uniunii Sovietice colectivizarea atinsese proporții mult mai mari—în regiunea cursului inferior al Volgii, proporția gospodăriilor colectivizate atingea  83%—agricultura ucraineană a fost cea mai puternic afectată ca urmare a acestui proces. Campania de colectivizare s-a dovedit foarte nepopulară în rândul țăranilor ucraineni. În perioada în care colectivizarea mai era un proces voluntar, foarte puțini țărani se înscriseseră în colhozuri. Din acest motiv, regimul sovietic a început să supună țărănimea unor presiuni tot mai mari pentru acceptarea colectivizării agriculturii. În perioada 1929 – 1930, zeci de mii de activiști ai Partidului Comunist au fost trimiși în zonele rurale din Ucraina pentru a asigura accelerarea procesului de colectivizare.

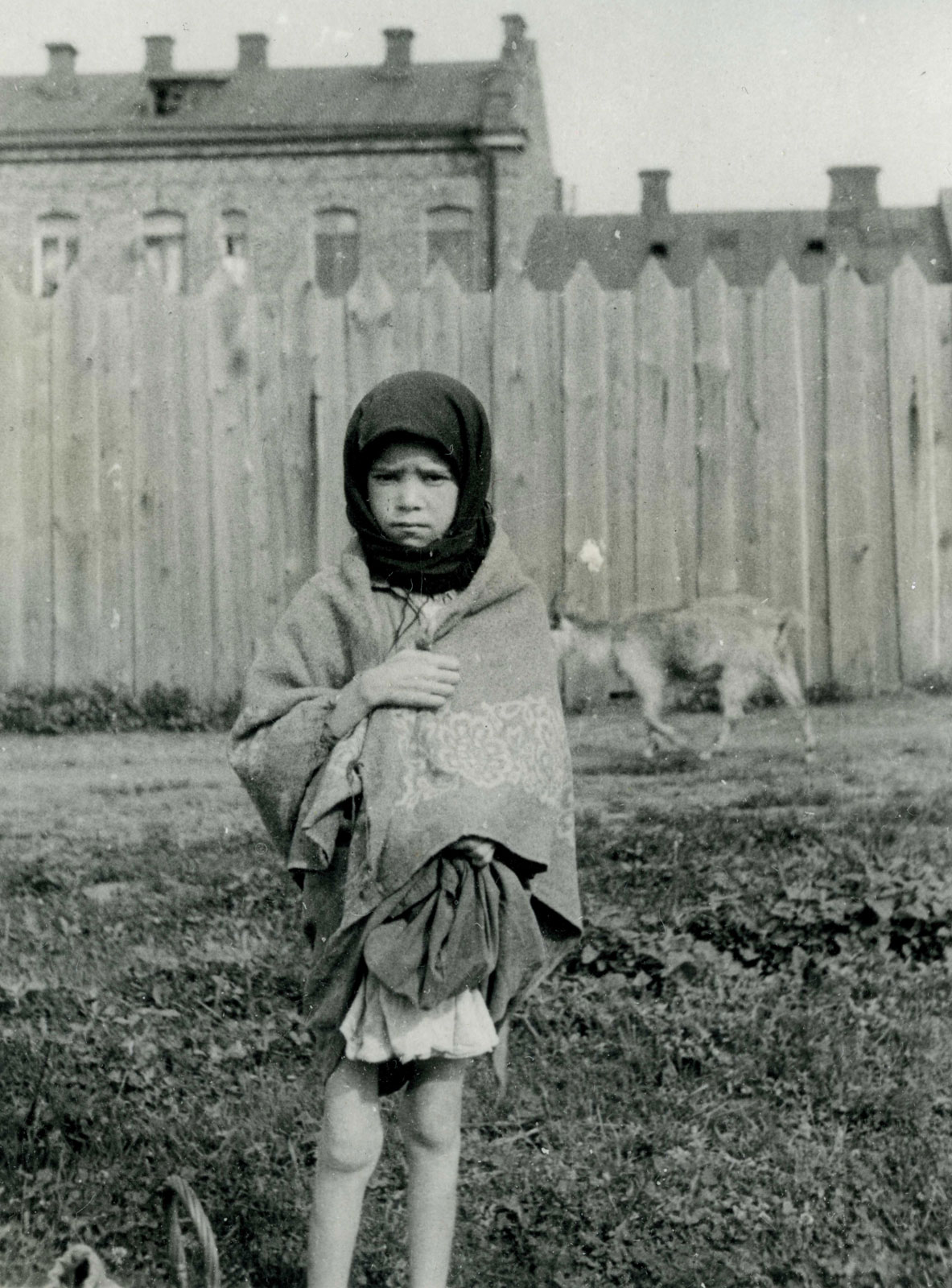
Fotografia cu o fată flămândă de la Harkov este una dintre cele mai cunoscute fotografii ale Holodomor (de Alexander Wienerberger).

Așa numiții "douăzeci și cinci miiști" (muncitori industriali și cei mai devotați bolșevici) au fost trimiși să ajute la conducerea fermelor colective. În plus, acești activiști trebuiau să zdrobească rezistență pasivă și nou apăruta rezistență activă la colectivizare prin așa-numita politică de "deculacizare", (arestarea culacilor, despre care se afirma că s-ar fi opus regimului, ar fi exploatat munca țăranilor săraci și ar fi dosit grânele) prin transferarea forțată a familiilor de culaci în Urali și Asia Centrală, unde erau forțați să muncească în alte sectoare ale economiei, perecum exploatarea parchetelor forestiere. Practic, eticheta de culac a fost aplicată oricărui individ care se opunea procesului de colectivizare, indiferent de avere. Documentele arată că în jur de 300.000 de țărani din populația de aproximativ 30.000.000 de ucraineni au căzut victime acestei politici în anii 1930-1931, iar ucrainenii au reprezentat 15% din totalul de 1,8 milioane de culaci colonizați cu forța pe cuprinsul întregii Uniuni Sovietice.
Colectivizarea a avut efecte negative în toate zonele în care a fost aplicată, dar dat fiind faptul că Ucraina era cea mai productivă zonă agricolă a Uniunii Sovietice (peste 50% din grâul produs în Imperiul Rus provenea din Ucraina la începutul secolului al XX-lea), noua politică a avut efecte dramatice aici. În vreme ce cantitățile de cereale recoltate au scăzut, cotele datorate statului au rămas constante. Pentru anul agricol 1931-1932 se planificase colectarea a 29,5 milioane de tone de cereale dintr-un total de 90,7 milioane de tone producție programată. Ca urmare a politicii duse de sovieți în domeniul agricol, recolta din Ucraina a fost de numai 55-60 de milioane de tone. Statul a reușit să recolteze aproximativ 18,5 milioane de tone de cereale. Dacă în anii 1930 și 1931 se colectaseră cam 22,8 milioane de tone cereale în fiecare an, scăderea la numai 18,5 milioane de tone în 1932 a reprezentat o uriașă problemă pentru economia sovietică.
În tabelul de mai jos poate fi urmărită evoluția recoltelor și colectărilor de cereale în perioada 1930-1933:
| Anul | Producția | Colectări | Rămas la populație | Colectare fața de producție, în procente |
| ---- | --------- | --------- | ------------------ | ---------------------------------------- |
| 1930 | 73-77     | 22,1      | 51,0-55,0          | 30,2-28,7                                |
| 1931 | 57-65     | 22,8      | 34,0-43,0          | 40,0-35,1                                |
| 1932 | 55-60     | 18,5      | 36,5-41,5          | 33,6-30,8                                |
| 1933 | 70-77     | 22,7      | 47,3-54,3          | 32,4-29,5                                |

Pe 7 august 1932, guvernul sovietic a emis un decret prin care se impunea pedeapsa capitală în URSS pentru orice faptă de furt din avutul public . Această lege acoperea practic orice faptă reală sau incorect calificată de furt, inclusiv cele mai neînsemnate dosiri de cereale pentru uzul familiei țărănești. Totuși, legea nu a fost aplicată ferm și a fost revizuită în mod substanțial.
Procesele verbale ale ședințelor Politburo au dezvăluit că acest decret a fost modificat de mai multe ori prin decizii secrete. Pe 16 septembrie 1932, a fost aprobată o măsură pentru exceptarea furturilor mărunte din avutul public de la aplicarea pedepsei cu moartea. Această decizie hotăra ca "organizațiile sau grupările care distrug propritatea statului, socială sau cooperatistă printr-o modalitate organizată prin foc, explozii sau distrugeri de masă a proprietății, vor fi condamnate la moarte fără întârziere " și dădea o listă a cazurilor în care "culacii, foștii negustori și alte persoane alienate social" pot fi executați. Așa-numiții "culaci", indiferent dacă deveniseră sau nu membri ai colhozurilor, care "organizau sau luau parte la furturile din averea colhozurilor sau de grâne", trebuiau să fie de asemenea condamnați "la pedeapsa cu moartea fără întârziere". Dar "țăranii muncitori individuali sau colectiviștii" care furau din averea colhozurilor sau din recoltele de grâne trebuiau condamnați la pedeapsa privativă de libertate pentru 10 ani, pedeapsa capitală putând fi impusă numai pentru "furtul sistematic de cereale, sfeclă de zahăr, animale, etc. "
Când a devenit clar că livrările de cereale pentru anul 1932 nu aveau să se ridice la nivelurile prognozate de planificatori, scăderea producției agricole a fost pusă pe seama "culacilor", "naționaliștilor" și "petliuriștilor". În conformitate cu raportul președintelui Curții Supreme, până pe 5 ianuarie 1933, 103.000 de cetățeni fuseseră condamnați sub prevederile decretului din 7 august. Dintre 79.000 de cazuri cunoscute de Curtea Supremă, 4.880 de împricinați au fost condamnați la moarte, 26.086 la 10 ani  de închisoare și 48.094 la alte pedepse. Cei condamnați la moarte erau în principal culaci, iar cei mai mulți dintre cei condamnați la 10 ani de închisoare erau în principal țărani individuali.
În Ucraina a fost trimisă o comisie specială prezidată de Viaceslav Molotov pentru strângerea întregii cote de cereale hotărâtă de planul centralizat. Pe 9 noiembrie a fost emis un decret secret prin care agențiile sovietice de securitate erau îndemnate să-și crească "eficiența".
Pe 6 decembrie, a fost emis un nou decret care impunea următoarele sancțiuni împotriva satelor ucrainene care erau considerate "neproductive" în campania de colectare a cerealelor: oprirea aprovizionării cu orice bunuri alimentare sau nealimentare a satelor vinovate, interzicerea oricărei forme de comerț, confiscarea oricăror alimente sau cereale găsite la percheziții și, măsura ultimă, confiscarea tuturor resurselor bănești. Au fost luate măsuri pentru pedepsirea păstrării sau comercializarea cerealelor. In acest scop au fost create așa-numitele brigăzi de șoc, care efectuau raiduri de colectare a cerealelor. Confiscările de cereale erau făcute fără a ține seama de faptul că țăranii puteau să rămână fără stocuri de cereale pentru hrana proprie, a animalelor sau pentru însămânțările din anul care avea să vină.
Foametea a afectat în mod special zonele rurale și, în comparație cu foametea din 1921-1922 sau cea din 1947, care au fost cauzate de secetă, foametea din Ucraina anilor 1932-1933 nu a fost cauzată de prăbușirea infrastructurii datorată războiului, de secetă, invazii de lăcuste sau alte catastrofe naturale, ci de politica guvernului central și de deciziile administrative luate în cunoștința de cauză. Rezultatele au fost dezastruoase. În numai câteva luni, regiunile rurale ale Ucrainei, unele dintre cele mai fertile zone agricole din lume, au fost lovite de o foamete de proporții. Până la sfârșitul anului 1933, Holodomorul a provocat și sfârșitul rezistenței petliuristă cu bazele în Polonia.
Guvernul sovietic a negat orice raport cu privire la foametea din Ucraina și a impiedicat jurnaliștii străini să călătorească in zonă. Istoricii care au cercetat arhivele declasificate au aflat că  "Politburo și comitetele locale ale Partidului au insistat că trebuie întreprinse acțiuni imediate și decisive ca răspuns la foamete astfel încât "țăranii cinstiți" să nu sufere, iar comitetele regionale de partid au fost instruite să asigure lapte tuturor copiilor și au decretat că cei care nu reușeau să mobilizeze resursele necesare hrănirii înfometaților sau refuzau spitalizarea victimelor foametei urmau să fie puși sub acuzare."
Până în cele din urmă, ajutoarele date regiunilor lovite de foamete au avut un impact limitat asupra fenomenului foametei. Între februarie și iulie 1933 au fost luate cel puțin 35 de decizii ale Politburoului și ale Sovnarkomului cu privire la aprovizionarea selectivă cu numai 320.000 de tone de cereale pentru cei aproximativ 30 de milioane de oameni loviți de catastrofă. Documentele cercetate dovedesc că au existat cazuri în care liderii sovietici și-au exprimat interesul personal în asigurarea distribuirii ajutoarelor.
Documentele sovietice cercetate în arhivele desecretizate demonstrează că ajutoarele au fost distribuite selectiv, iar scopul principal al ajutoarelor a fost salvarea forței de muncă din agricultură. O rezoluție specială a Comitetulului Central al Partidului Comunist (bolșevic) Ucrainean ordona împărțirea țăranilor spitalizați pentru distrofie în  pacienți suferinzi și pacienți aflați în convalescență. Rezoluția ordona ca în cazul celor din urmă să fie îmbunătățită hrănirea în limitele resurselor avute, astfel încât țăranii să poată fi trimiși cât mai repede posibil la muncă în campania de însămânțare a noului an. Alimentele au fost distribuite în conformitate cu rezoluțiile speciale ale guvernului și au fost oferite direct muncitorilor agricoli.
În același timp, exporturile de cereale în perioada 1932-1933 au continuat, deși la niveluri mai scăzute decât in anii precedenți. În 1930-1931 se exportaseră 5.832 de mii de tone de cereale, iar în 1931-1932 exportul scăzuse la 4.786 de mii de tone, în 1932-1933 la 1.607 mii de tone, iar în 1933-1934 la 1.441 de mii de tone.
Există voci care afirmă că și condițiile climaterice au contribuit la declinul producției agricole și la declanșarea foametei. Rusia și unele părți ale Ucrainei sufereau de cicluri de secete relativ regulate, care reduceau în mod simțitor recoltele. Fluctuațiile nivelurilor temperaturilor anuale și a cantităților de precipitații căzute pe teritoriul URSS-ului erau mai mari decât în cazul restului marilor producători agricoli ai lumii. Clima sovietică era în principal continentală și este complicată de vânturile neregulate care băteau dinspre Asia Centrală peste regiunea Volgii, a Caucazului de Nord și a Ucrainei la sfârșitul primăverii și începutul verii. Lipsa critică a umidității din aer făcea ca teritorii întinse să fie amenințate de secetă, rezultând temperaturi ridicate și ploi puține. Vremea nefavorabilă a fost responsabilă pentru recoltele proaste din anii 1909-1913. Condițiile climaterice din 1925-1929 au fost doar cu puțin mai proaste decât media. Dar în 1930-1934, condițiile meteo s-au înrăutățit mult, iar vârful crizei a fost atins în 1930-1931.
În perioada 1925-1929 vremea fost favorabilă agriculturii. Singurul an mai slab din punct de vedere agricol a fost 1927. În 1930 vremea a fost excelentă, dar în 1931 condițiile s-au schimbat radical. Primăvara a fost mult mai rece decât de obicei, iar iunie și iulie au fost luni toride. Combinația primăverii reci cu vara prea călduroasă s-a dovedit a fi dezastruoasă: însămânțările au fost întârziate, iar perioada de maximimă vegetație a plantelor a corespuns cu torida lună iulie. Începând cu luna iulie, în sud-vestul URSS putea să bată așa-numitul "suhovei" (vânt uscat). Acest vânt aducea cam odată la 10-12 ani valuri de aer fierbinte, fără ploi. În anii 1891, 1906 și 1921, acest vânt uscat a provocat foametea în regiunile de sud-vest ale țării. În 1931, seceta care începuse în mai în vestul Siberiei s-a intins spre regiunile Volgii în iunie și iulie.
În 1931, în regiunile Volgii inferioare și ale Ucrainei nu s-a însămânțat nicio cultură în mai, iar în aprile campania agricolă a fost întârziată cu aproape trei săptămâni, în timp ce în alte regiuni ale URSS lucrările agricole au fost întârziate de ploi torențiale. Comisarii poporului pentru agricultură afirmau că întâzierea de 2-3 săptămâni în declanșarea campaniei agricole fusese determinată de "condițiile meteorologice și climaterice foarte dificile ale primăverii".
Calamitățile naturale au lovit regiunile Volgii centrale și inferioare în 1931. În august, un ziar agricol publica numeroase rapoarte cu privire la condițiile meteo neobișnuite: ploi torențiale care au întârziat secerișul și au deteriorat recolta strânsă și care nu apucase să fie depozitată, sau, în unele zone, secetă care a lovit lanurile aflate în pârg, secetă urmată în timpul recoltării de ploi cu debite de trei ori mai mari decât media anuală.
În Ucraina, în 1932, temperaturile în luna martie au fost sensibil mai scăzute decât media multianuală a lunii. În schimb, în mai și iunie, temperaturile au fost cu mult peste mediile anuale. A urmat o schimbare bruscă: au căzut ploi torențiale în cea mai mare parte a URSS-ului, în special în regiunea Kiev. Temperaturile au fost mai aproape de medie, dar combinația de temperaturi scăzute în perioada inițială de vegetație și de umiditate crescută în perioada imediat următoare a crescut mult vulnerabilitatea recoltelor.
Un alt factor care a determinat declinul producției agricole a fost criza de animale de tracțiune sau tractoare în campania de arături, care a fost mult mai acută în 1932 decât în 1931. Efectivele de cai au scăzut de la 19,5 milioane în 1931 la 16,2 milioane anul următor. Eforturile disperate de a înlocui animalele pierdute cu tractoare nu au asigurat suficientă forță motrice la țară. Dacă, în 1931, aproape 60% din numărul de tractoare trimise pe ogoare fusese asigurat din import, în anul următor, datorită crizei economice mondiale, nu a mai fost importat niciun tractor. În ciuda eforturilor industriei sovietice, în 1932 numărul de tractoare livrate agriculturii era numai de 70% din cel livrat cu un an în urmă. Mai mult, numai jumătate au fost disponibile în campania de recoltare. Calitatea animalelor de tracțiune se deteriorase mult de-a lungul timpului. Caii erau din ce în ce mai prost hrăniți și întreținuți. Lipsa acută de cai a dus la o decizie istorică de folosire a vacilor în locul animalelor de povară. Pe 23 februarie, biroul regional de partid de pe Volga inferioară a hotărât ca 200.000 de vaci să fie folosite pentru muncile agricole. În tabelul următor se poate urmări evoluția efectivelor de cai în URSS:
| Anul | Mii cai |
| ---- | ------- |
| 1930 | 30.237  |
| 1931 | 26.247  |
| 1932 | 19.368  |
| 1933 | 16.579  |
| 1934 | 15.664  |

Pentru a împiedica răspândirea informațiilor despre foamete, călătoriile din Ucraina și unele regiuni ale Donului au fost interzise în mod special prin directivele din 22 ianuarie 1933, semnate de Molotov și Stalin, și de pe 23 ianuarie 1933 ale colegiilor reunite ale Comitetului Central al Partidului Comunist (bolșevic) al URSS și Sovnarkomului. Directivele decretau că toate căloriile "pentru pâine" din aceste regiuni sunt organizate de inamicii puterii sovietice, cu scopul agitației contrarevoluționare și anticolhoznice în zonele de nord ale URSS-ului. De aceea, biletele de călătorie pe calea ferată nu puteu fi vândute celor cu permise ispolkom, iar cei care totuși reușeau să se strecoare în nord în ciuda interdicțiilor, trebuiau să fie arestați.

## Piederile de vieți omenești – estimări
Dacă încă mai există discuții cu privire la cursul evenimentelor și a motivelor determinante, faptul că la sfârșitul anului 1933 muriseră milioane de oameni de foame sau din alte cauze nenaturale asociate, atât in Ucraina dar și în alte republici sovietice, rămâne de necontestat.
Uniunea Sovietică a negat de-a lungul timpului nu doar amploarea foametei, dar chiar și existența acesteia. Arhivele NKVD (și a urmașului KGB) se deschid încă într-un ritm lent. Numărul exact al victimelor este incă necunoscut și este foarte probabil că nu va fi aflat niciodată cu precizie.
Estimările cu privire la decesele datorate foametei în Ucraina (altele decât cele datorate altor represiuni) variază de la câteva milioane la mai mult de 10 milioane. Chiar și rezultatele bazate pe metode științifice variază destul de mult, (datorită puținătății surselor primare de informații), de la 2,5 milioane (Volodimir Kubiovci) până la 4,8 milioane (Vasil Hrișko).
O estimare mai nouă, care se bazează pe datele demografice din arhivele sovietice recent desecretizate dă o cifră a pierderilor de 3,2 milioane, sau, dacă se iau în calcul lipsa de credibilitate a unora dintre surse, între 3 și 3,5 milioane de oameni.
Arhivele sovietice deschise în ultima vreme arată că plusul de decese înregistrate în Ucraina în 1932-1933 se ridică la 1,54 milioane. În 1932-1933, au mai existat în plus 1,2 milioane de cazuri de tifos și 500 de mii de cazuri de febră tifoidă. Decesele rezultate din complicațiile apărute la persoanele bolnave de tifos sau febră tifoidă sunt datorate mai degrabă slabei rezistențe a organismelor afectate de malnutriție decât foametei în sine. Toate tipurile importante de boli, (mai puțin cancerul), au tendința de creștere în perioadele de foamete datorită unei mai scăzute rezistențe la boală a persoanelor subnutrite, care trăiesc în condiții precare de igienă. În perioada 1932-1934, cea mai ridicată rată de creștere dintre toate bolile a avut-o tifosul. Păduchii sunt paraziții responsabili pentru apariția epidemiilor de tifos. În condițiile foametei și a sărăciei crescânde, mulțimile de refugiați sunt purtătoarele unui unui mare de păduchi. În 1933, numărul cazurilor de tifos a crecut de 20 de ori  față de nivelul din 1929, iar numărul de cazuri  înregistrate în Ucraina a fost semnificativ mai mare decât în restul URSS-ului. În iunie 1933, incidența bolii în Ucraina a crescut de aproape 10 ori fată de situația din ianuarie același an și era mai mare decât în toată Uniunea Sovietică.
| Anul            | Tifos | Febră tifoidă | Febră recurentă | Variolă | Malarie |
| --------------- | ----- | ------------- | --------------- | ------- | ------- |
| 1913            | 120   | 424           | 30              | 67      | 3.600   |
| 1918-22 (medie) | 1.300 | 293           | 639             | 106     | 2940    |
| 1929            | 40    | 170           | 6               | 8       | 3.000   |
| 1930            | 60    | 190           | 5               | 10      | 2.700   |
| 1931            | 80    | 260           | 4               | 30      | 3.200   |
| 1932            | 220   | 300           | 12              | 80      | 4.500   |
| 1933            | 800   | 210           | 12              | 38      | 6.500   |
| 1934            | 410   | 200           | 10              | 16      | 9.477   |
| 1935            | 120   | 140           | 6               | 4       | 9.924   |
| 1936            | 100   | 120           | 3               | 0,5     | 6.500   |

Trebuie notat că numărul de decese suplimentare extrase din statisticile oficiale sovietice sunt contradictorii și nu pot fi considerate de încredere, deoarece nu explică diferențele dintre rezultatele recensămintelor din 1927 și 1937.
Stalislav Kulcițski face următoarea estimare. Statisticile sovietice declasificate arată o scădere cu 538.000 de oameni a populației Ucrainei Sovietice, prin comparație între rezultatele recensământului din 1926 (28.925.976) și a celui din 1937 (28.388.000). Numărul de nașteri și de decese (în mii de persoane), în conformitate cu aceste înregistrări declasificate, este:
| Ani  | Nașteri | Decese | Spor natural |
| ---- | ------- | ------ | ------------ |
| 1927 | 1.184   | 523    | 662          |
| 1928 | 1.139   | 496    | 643          |
| 1929 | 1.081   | 539    | 542          |
| 1930 | 1.023   | 536    | 485          |
| 1931 | 975     | 515    | 460          |
| 1932 | 982     | 668    | 114          |
| 1933 | 471     | 1.850  | -1.379       |
| 1934 | 571     | 483    | 88           |
| 1935 | 759     | 342    | 417          |
| 1936 | 895     | 361    | 534          |

Dacă se ia în considerație corecția necesară pentru mortalitatea infantilă neînregistrată în mod oficial în 1933, corecție apreciată la 150 de mii de copii de Serghei Maksudov,  numărul de nașteri pentru 1933 ar trebui crescut de la 471.000 la 621.000. Presupunând că rata mortalității naturale în 1933 este egală cu  media ratei mortalității anuale din perioada 1927-1930 (524 de mii pe an), creșterea naturală a populației pentru 1933 ar trebui să fi fost de 97.000, ceea ce este de cinci ori mai mică decât cifrele din anii trecuți (1927-1930). Folosind pentru calcul rata corectată a nașterilor, rata estimată a deceselor pentru anul 1933 și datele oficiale pentru alți ani, creșterea naturală a populației pentru perioada 1927 – 1936 ar trebui să fie de 4.043.000, în vreme ce rezultatele recensământului arată o scădere de 538.000 de oameni. Suma celor două cifre ne dă o pierdere demografică estimată de 4.581.000 de oameni. O piedică importantă în estimarea corectă pierderilor umane datorate foametei este necunoașterea cu certitudine a numărului de persoane implicate în migrație, inclusiv a persoanelor strămutate în Gulaguri. În conformitate cu statisticile sovietice, balanța migrației pentru populația Ucrainei pentru perioada 1927 - 1936 a dat o pierdere de 1.343.000 persoane. Chiar în momentul în care au fost luate datele acestea, instituțiile sovietice de statistică anunțau că precizia înregistrărilor este scăzută. Dacă se ia în considerație și aceste ultime cifre, numărul total de decese în Ucraina datorate cauzelor nenaturale pentru cei 10 ani luați în calcul ar fi de 3.238.000, iar dacă se fac corecturi datorate lipsei de precizie, în special în ceea ce privește migrațiile voluntare sau forțate, pierderile totale estimate se cifrează între 3 și 3,5 milioane de oameni.
În plus față de pierderile directe din cauze nenaturale, pierderile indirecte datorate scăderii ratei natalității trebuie luate și ele în calcul pentru estimarea consecințelor demografice ale foametei din Ucraina. Astfel, creșterea naturală a populație în 1927 a fost de 662.000 de persoane, în vreme ce în 1933 a fost de 97.000 și în 1934 de numai 88.000. Suma pierderilor directe și indirecte datorate Holodomorului ne dă o cifră de 4.469.000, din care 3.238.000 (sau, luând în considerație lipsa de precizie a statisticilor sovietice, între 3 și 3,5 milioane) sunt decesele directe.
În conformitate cu estimările lui Maksudov, 81,3% dintre victime erau etnici ucraineni, 4,5% erau ruși, 1,4% evrei, 1,1% polonezi, restul fiind belaruși, unguri, germani de pe Volga, tătari din Crimeea și alții. Populația rurală ucraineană a fost cea mai dur lovită de Holodomor. De vreme ce țărănimea reprezenta baza națiunii ucrainene, tragedia a afectat profund și pentru mulți ani Ucraina.

## Salvatorii victimelor

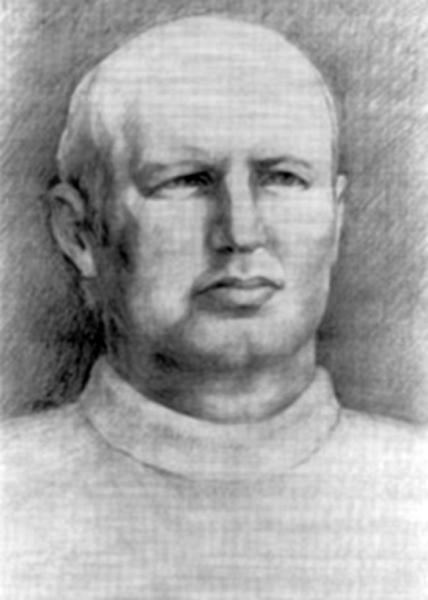
Vasyl Ivchuk, premiat postum cu titlul de Erou al Ucrainei

În general, deoarece în URSS, ajutarea celor înfometați era ilegală și a fost calificată în rechizitoriu drept „simpatie pentru dușmanii poporului” (articolul 131 din Constituția Uniunii Sovietice din 1936), acțiuni caritabile au fost efectuate în secret, fără prea multă publicitate, dar în Ucraina sunt cunoscute cel puțin 144 de nume diferite de eroi. Biografiile unora dintre ei au fost păstrate integral.
Printre acestea se numără și biografia locuinței din Znameanka Lukia Stachenko (29 august 1879 – 21 octombrie 1973), care a supraviețuit multor dezastre din secolul al XX-lea și, în ciuda amenințării la adresa propriei sale vieți din partea OGPU, a salvat mai multe sate din jur, datorită cărora rata mortalității a fost semnificativ mai mică decât în orașele învecinate  .

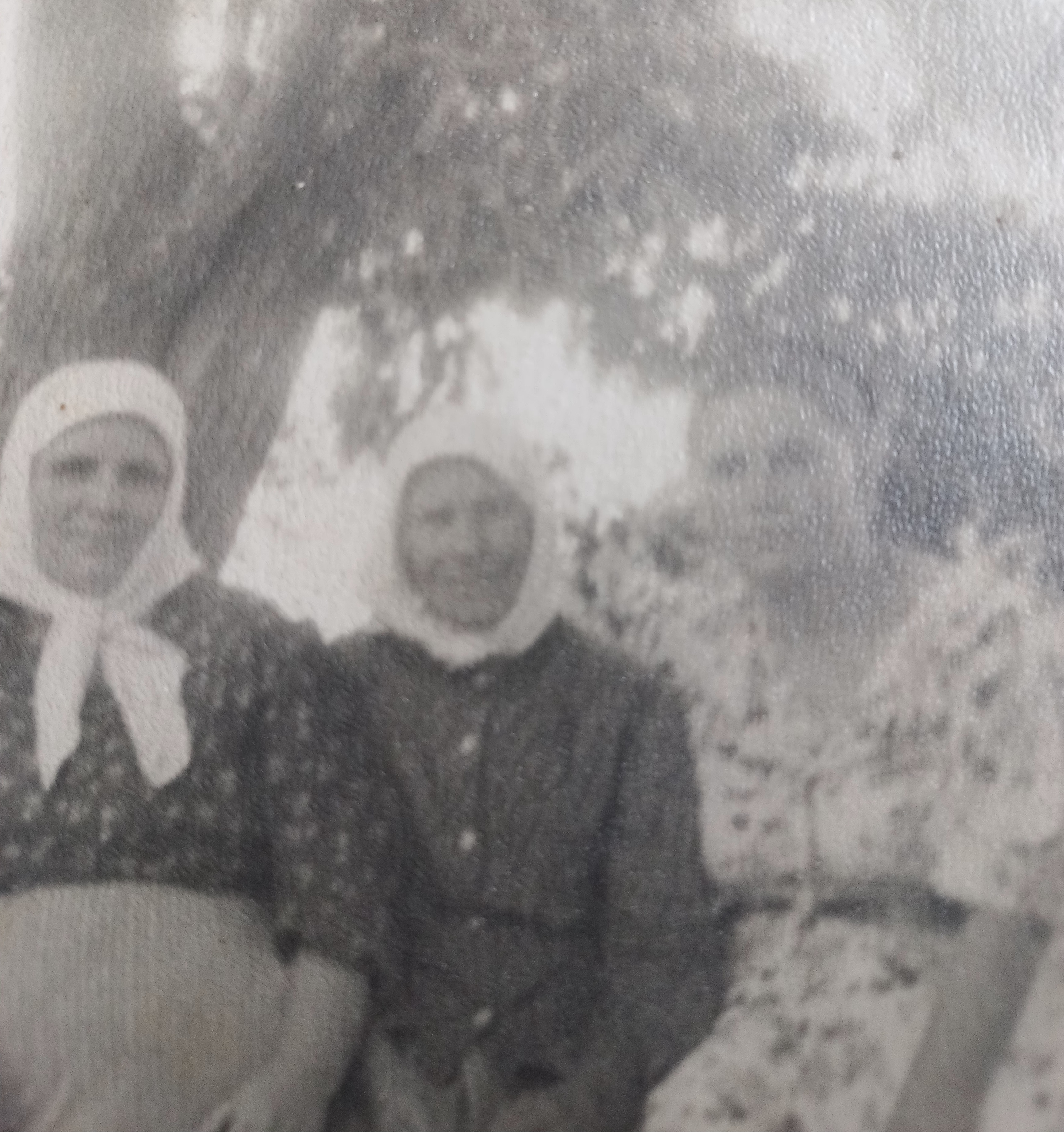
Lukia Stachenko (centru)

Mai târziu, în 1941-1943, Lukia a rezistat ocupației naziste, ajutându-i pe partizani. Ea a copt pâine toată viața și știa rețete străvechi pentru a face pâine din orice plantă erbacee sau chiar din scoarță de copac zdrobită, ceea ce a ajutat oamenii într-o perioadă în care regimul totalitar lua totul de la oameni și condamna la moarte milioane de oameni .

## Eliminarea elitei culturale ucrainene
Foametea artificială din 1933-1934 a coincis cu atacul asupra culturii naționale ucrainene. Evenimentele din 1932-1933 din Ucraina au fost considerate de liderii Partidului Comunist Ucrainean ca un instrumente de luptă împotriva oricăror încercări de autodeterminare a Ucrainei. La Congresul al XII-lea al Partidului Comunist Ucrainean, Secretarul General numit direct de la Moscova, Postîșev, declara că: "1933 a fost anul înfrângerii contrarevoluției naționaliste ucrainene." Această "înfrângere" a presupus nu numai exterminarea fizică a unui număr însemnat de țărani, dar și eliminarea practic a întregului cler ucrainean și întemnițarea sau executarea intelectualilor ucraineni.
Până la sfârșitul deceniului al patrulea, aproape patru cincimi din elita culturală ucraineană fusese "eliminată". Unii, precum scriitorul Mikola Hvilovi, s-au sinucis. Unul dintre cei mai importanți bolșevici veterani ucraineni, Mikola Skripnik, care a fost la cârma procesului de ucrainizare, s-a sinucis prin împușcare în vara anului 1933, în momentele de maximă violență a epurărilor din Partidul Comunist Ucrainean. Partidul Comunist Ucrainean, sub conducerea unor lideri numiți de Moscova, așa cum au fost Lazar Kaganovici, Stanislav Kosior și Postîșev, au accelerat la începutul anului 1934 procesul de eliminare a "contrarevoluționarilor, naționaliștilor, spionilor și dușmanilor de clasă". Numeroase organizații academice au fost desființate după arestarea membrilor lor.
În deceniul al treilea, Biserica Ortodoxă Autocefală Ucraineană câștigase un număr în mare de aderenți, în special în rândul țărănimii, în principal datorită politicii de slăbire a poziției Bisericii Ortodoxe Ruse duse de autoritățile sovietice. (Vedeți și: Istoria creștinismului în Ucraina).  Până în cele din urmă, la sfârșitul aceluiași deceniu al treilea, autoritățile sovietice au porinit atacul și împotriva bisericii ucrainene. Mii de parohii au fost desființate, iar preoții au fost deportați. Până în 1930, biserica ucraineană a fost ștearsă din Registrul Sovietic, iar NKVD-ul a luat toate măsurile ca biserica să nu continue să funcționeze în clandestinitate. În același timp, măsurile împotriva parohiilor Bisericii Ortodoxe Ruse, care supraviețuiseră valului de represalii, au încetat aproape cu desăvârșire.
Mai trebuie adăugat că represaliile împotriva intelectualilor a fost un fenomen care s-a manifestat în toată Uniunea Sovietică, nefiind un fenomen specific Ucrainei. De asemenea, prepresiunea împotriva intelectualității ucrainene nu a afectat învățământul în limba ucraineană. În anul școlar 1935-1936, 83% din populația școlară a RSS Ucrainene învăța în clase cu predare în limba ucraineană, în condițiile în care doar 80% din populația republicii era de etnie ucraineană.

## A fost Holodomorul un genocid?
Inventatorul termenului "genocid", Raphael Lemkin, a fost unul dintre vorbitorii invitați de onoare la manifestarea organizată de ucrainenii-americani în 1953 pentru comemorarea a 20 de ani de la foamete. În zilele noastre, 24 de state au recunoscut că foametea din 1932-1933 a fost un act de genocid. Printre aceste state se află Ucraina, Argentina, Australia, Azerbaidjan, Belgia, Canada, Estonia, Georgia, Ungaria, Italia, Letonia, Lituania, Moldova, Polonia, Statele Unite ale Americii și Vaticanul. În plus, cercetătorii au demonstrat că foametea a afectat și alte naționalități. Cartea din 2004 The Years of Hunger: Soviet Agriculture, 1931-1933 de R.W. Davies și S.G. Wheatcroft oferă o estimare a deceselor cauzate de foametea din 1932-1933 din întreaga Uniune Sovietică de 5,5 – 6,5 milioane de oamen. În continuare, până în zilele noastre, Holodomorul rămâne un eveniment încărcat de numeroase semnificații politice, care afectează chiar și obiectivitatea corpului cercetătorilor.
Robert Conquest, autorul uneia dintre cele mai importante studii publicate mai inainte de declasificarea arhivelor sovietice, ajungea la concluzia că foametea din 1932-1933 a fost un fenomen artificial, o crimă în masă deliberată, dacă nu chiar un genocid comis ca parte a programului de colectivizare a agriculturii sovietice a lui Stalin. Mulți istorici au fost de acord cu aceste concluzii. În 2006, au fost declasificate mai mult de 5.000 de pagini de arhivă care priveau Holodomorul. Aceste documete arătă că Moscova a izolat Ucraina, în vreme ce altor regiuni li s-a permis aprovizionarea cu ajutoare umanitare de urgență.
Anumiți istorici consideră totuși că foametea a fost un rezultat neintenționat al colectivizării agriculturii, care a fost agravat de un an agricol dezastruos. Acești cercetători afirmă că, deși se folosește termenul de "genocid ucrainean" cu referire al foamete, strict din punct de vedere tehnic este greșită utilizarea acestui termen. Argumentul lor este acela că, de vreme ce Holodomorul a afectat numai zonele rurale ale Ucraine cu exceptarea celor urbane, nu este plauzibil ca guvernul să fi încercat să distrugă poporul ucrainean. S-a sugerat ca mai degrabă Holodomorul să fie clasificat drept democid.
În conformitate cu raportul Comisiei Guvernului SUA pentru foametea ucraineană, Arhivat în 4 iunie 2011, la Wayback Machine. rechiziționarea de către autoritățile sovietice a recoltei din 1932 a fost principala cauză a foametei din anul următor. Comisia afirma că: "de vreme ce foametea a avut loc în anul agricol 1932-1933 în bazinul Volgii și pe teritoriul Caucazului de Nord ca un tot, intervențiile brutale ale lui Stalin din toamna anului 1932 și din ianuarie 1933 în Ucraina pot fi asemănate numai cu cele din regiunea etnică ucraineană din Kuban, din nordul Caucazului". Totuși, trebuie notat că 20% din populația Ucrainei din acele timpuri era formată din alte naționalități decât cea ucraineană.
La conferința mondială asupra Holodomorului ucrainean (octombrie 2003) ținută la Institutul de Istorie Socială și Religioasă de la Veneția, 28 de participanți la conferință, printre ei aflându-se unii dintre cei mai respectați istorici ai momentului, au sprijinit o rezoluție adresată guvernului italian și Parlamentului European prin care se cerea recunoașterea Holodomorului ca act de genocid împotriva poporului ucrainean. Arhivat în 4 martie 2016, la Wayback Machine.
Pe 15 mai 2003, Parlamentul Ucrainei – Verhovna Rada – a votat o rezoluție prin care foametea din 1932-1933 era declarată genocid organizat deliberat de autoritățile centrale sovietice împotriva națiunii ucrainene. Guvernele și parlamentele mai multor țări au recunoscut în mod oficial Holodomorul ca act de genocid.
În schimb, Federația Rusă neagă în mod oficial că Holodomorul ar fi fost un genocid etnic. Diplomatul rus Mihail Kaminin a declarat că Rusia este împotriva politicizării Holodomorolui, problema foametei fiind un subiect de discuție pentru istorici, nu pentru politicieni. Totodată, vicepreședintele Dumei Libov Sliska, atunci când, aflat la Kiev fiind, a fost întrebat dacă Rusia, statul succesor al Uniunii Sovietice, își va cere scuze pentru represiunile și foametea din Ucraina, a replicat: "de ce se insită mereu ca Rusia să-și ceară scuze pentru orice? Persoanele ale căror politici au provocat  suferințe nu numai Ucrainei, dar și Rusiei, Belarusului, popoarelor Caucazului și tătarilor din Crimeea rămân doar în cărțile de istorie, documentele secrete și minutele întâlnirilor." Mass media ucraineană l-a citat pe Evgheni Guzeev, Consulul general al Rusiei în Lviv, care a afirmat că:  "liderii din perioada aceea erau oameni sensibili și este imposibil de imaginat că aceasta [fometea] a fost plănuită."
Un important pas înainte spre recunoașterea Holodomorului a fost Declarația comună a Națiunilor Unite în legătură cu a 70-a aniversare a Marii foamete din Ucraina din 1932-1933 (10 noiembrie 2003),,  care aprecia că Holodomorul a fost o mare tragedie. În conformitate cu aprecierile lui Valeri Kucinski, reprezentantul permanent al Ucrainei la ONU, declarația a fost un compromis între pozițiile Regatului Unit, Statelor Unite și Rusiei, care nu doreau să recunoască Holodomorului statutul de genocid și poziția Ucrainei, care insista ca Holodomorul este o formă de genocid.

## Poziții față de Holodomor
Foametea a rămas o problemă plină de încărcătură politică. De aceea, dezbaterile pline de patimă vor continua multă vreme de acum în colo. Până pe la 1990, dezbaterile erau duse în chestiunea recunoașterii sau respingerii a chiar existenței foametei, sau a cauzelor declanșării acesteia: naturale sau provocate de guvernanți. Mai exista o tăbără a istoricilor care, deși acceptau existența foametei, o considerau cauzată de o serie de erori grosolane ale guvernanților și o acțiune improvizată și ineficientă de ajutorare a victimelor.
În zilele noastre, cei mai mulți cercetători au tendința să accepte că foametea a afectat un număr de oameni de ordinul milioanelor. În timp ce se recunoaște că foametea a afectat și alte naționalități alături de cea ucraineană, se mai dezbate încă dacă Holodomorul poate fi calificat sau nu ca genocid împotriva ucrainenilor, de vreme ce existență foametei și caracterul ei provocat de om nu mai sunt negate. Din punct de vedere al cauzelor naturale, dezbaterile sunt restrânse la rolul pe care l-au jucat sau nu recoltele proaste  și în ce măsură acțiunile sovietice au fost cauzate de nevoile militare și economice, așa cum erau apreciate din punctul de vedere al conducerii centrale sovietice.
Subiectul Holodomorului este unul puternic politizat, care se înscrie în cadrul relațiilor încordate dintre Rusia și Ucraina, (dar și între  diferitele grupuri regionale și sociale din Ucraina). Fracțiunile antiruse din Ucraina au un interes clar în interpretarea Holodomorului ca genocid generat de interesele proruse ale guvernul central sovietic. Grupările proruse din Ucraina și conducerea Rusiei au tot interesul să nege caracterul deliberat și provocat al dezastrului și să-i reducă gravitatea.
Comunitățile ucrainene sunt uneori criticate pentru că folosesc termenii precum Holodomor, Genocid ucrainean sau chiar acela de Holocaust ucrainean, pentru a defini tragedia colectivizării, exploatând-o în scopuri politice. .
Unul dintre cele mai puternice argumete este acela că foametea a fost precedată de atacul violent împotriva culturii ucrainene, un detaliu istoric comun care a precedat mai multe acțiuni centralizate direcționate împotriva națiunilor ca întreg. Represiunea politică la scară mare a început în Uniunea Sovietică în 1937 sub conducerea lui Nicolai Ejov, individ vestit pentru ferocitatea și lipsa de milă. Lev Kopelev scria însă: "În Ucraina, 1937 a început în 1933", cu referire la declanșarea mai timpurie a represiunilor în Ucraina..
Până la prăbușirea Uniunii Sovietice, existența foametei a fost puternic negată de guvernul sovietic și apologeții regimului sovietic din motive ideologice, de cei care au fost induși în eroare de autoritățile comuniste, (precum a fost cazul lui George Bernard Shaw) și, (cel puțin în cazul lui Walter Duranty), de cei care aveau un interes material.

## Recunoașterea Holodomorul ca un genocid de către comunitatea internațională

Harta țărilor care au recunoscut Holodomorul ca genocid.

| - Andorra - Argentina - Australia - Brazilia - Canada - Chile - Cehia - Columbia | - Ecuador - Estonia - Georgia - Italia - Letonia - Lituania - Mexic - Paraguay | - Peru - Polonia - Slovacia - Spania - Statele Unite ale Americii - Ucraina - Ungaria - Vaticanul |

## In memoriam
Pentru a cinsti amintirea celor care au pierit în timpul Holodomorului, au fost ridicare monumente și în fiecare an sunt dedicate evenimente publice în Ucraina și în lume. A patra sâmbătă din noiembrie este ziua oficială de comemorare a celor care au murit ca rezultat al Holodomorului și represiunilor politice.

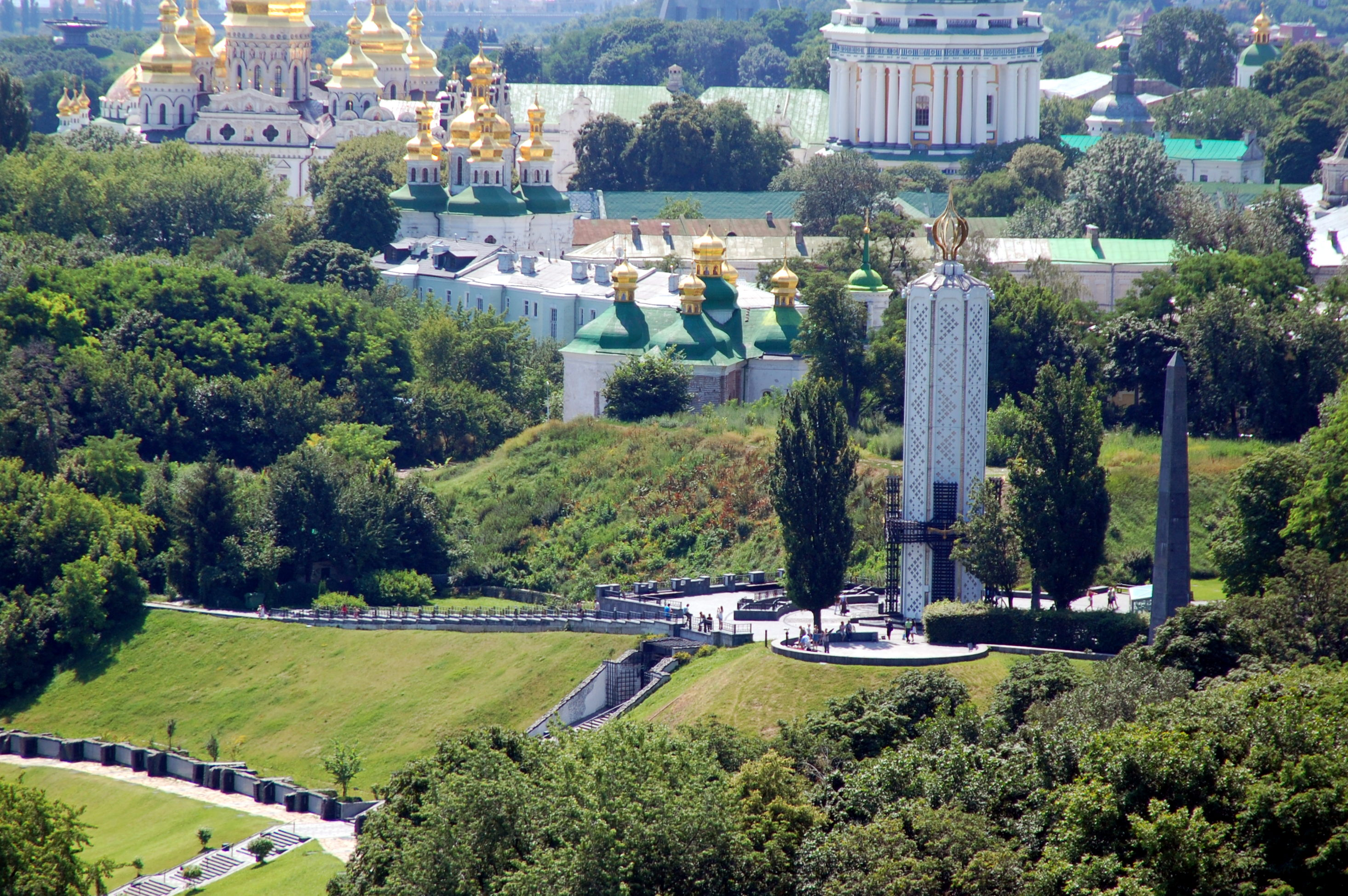
Monument din capitala Ucrainei, Kiev
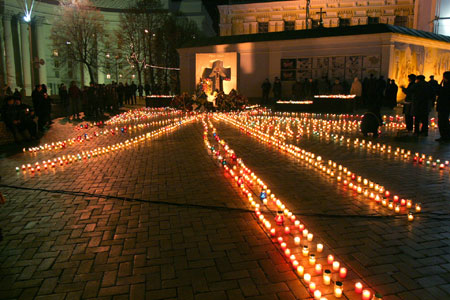
Evenimentul "Aprinde lumânarea" la memorialul Holodomorului din Kiev
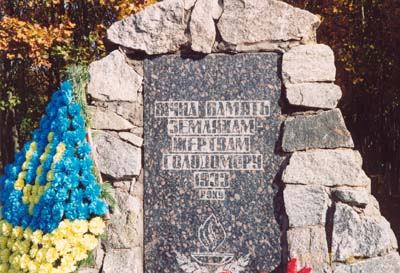
Memorial al Holodomorului din regiunea Poltava, Ucraina
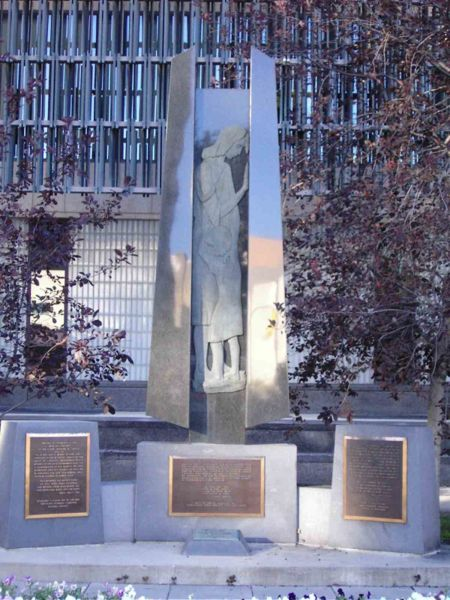
Memorial din Winnipeg, Canada
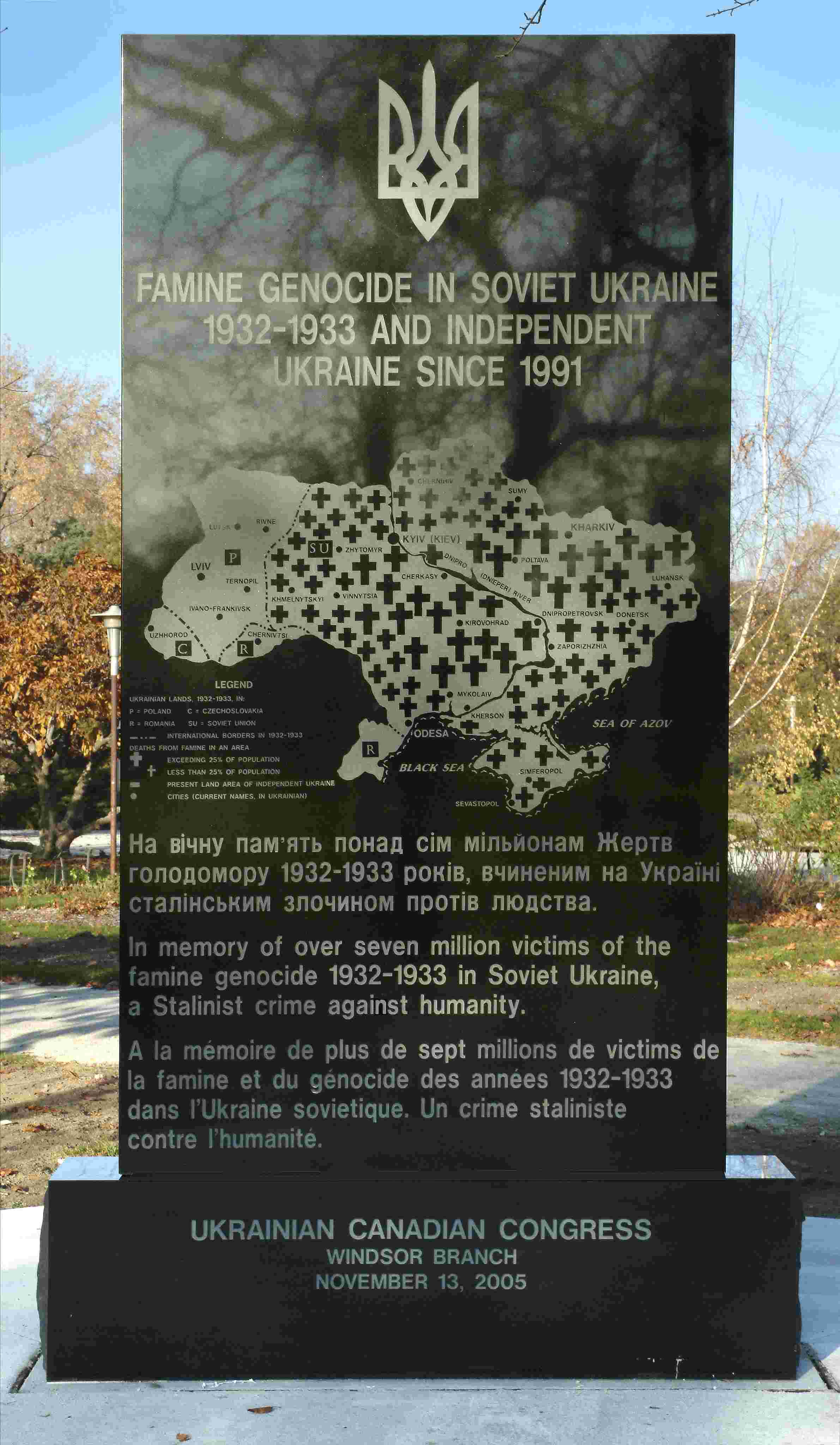
Memorial din Windsor, Ontario, Canada
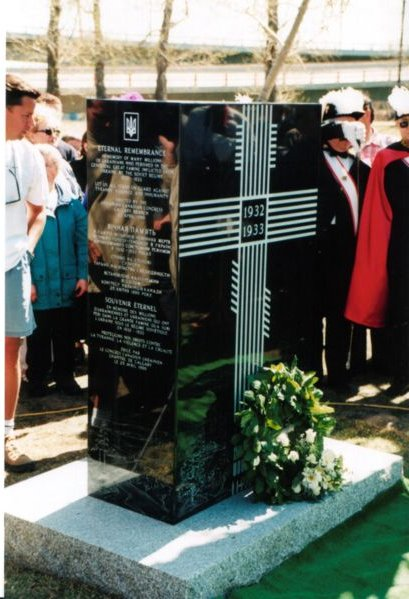
Memorial din Calgary, Canada
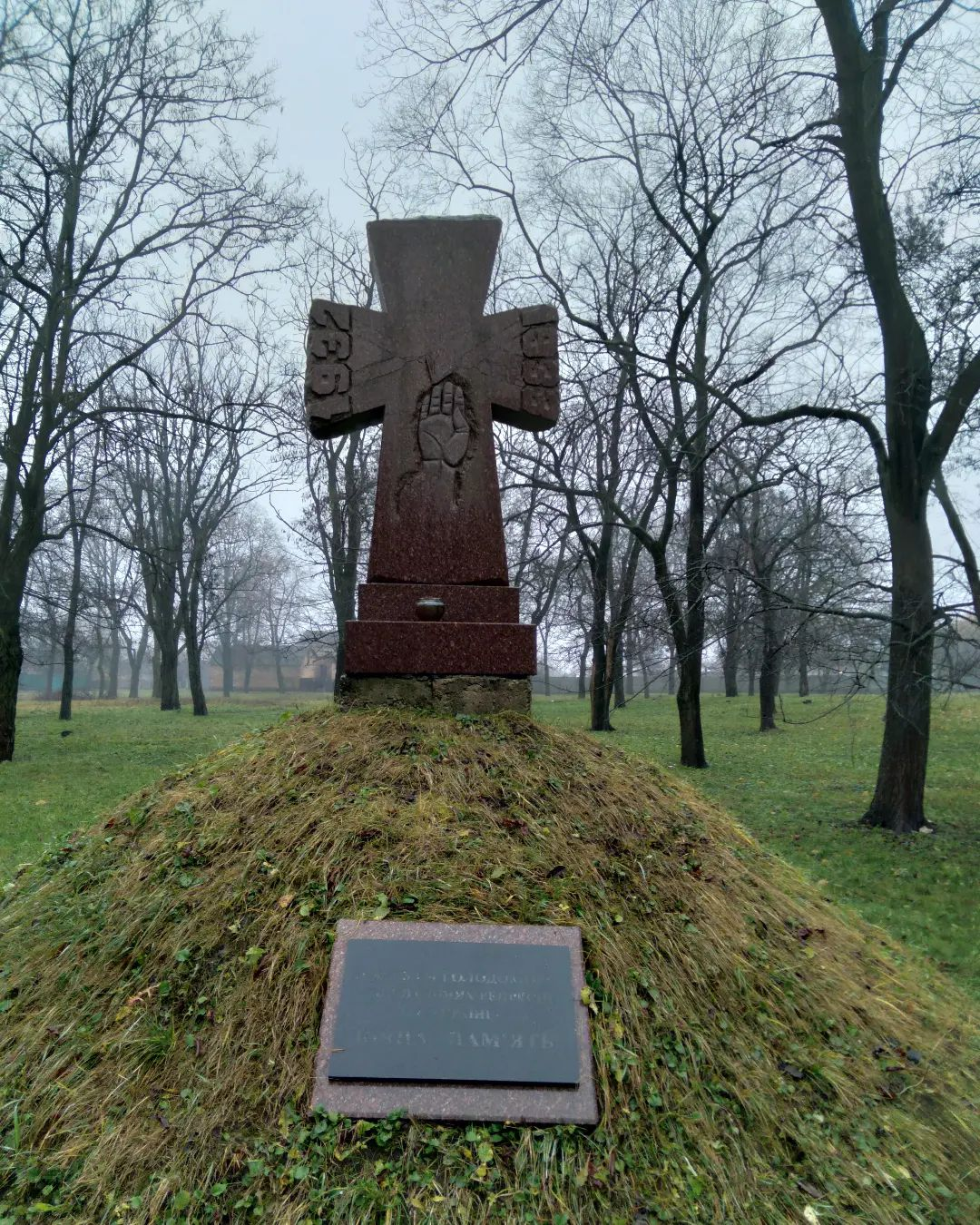
monument în Znameanka
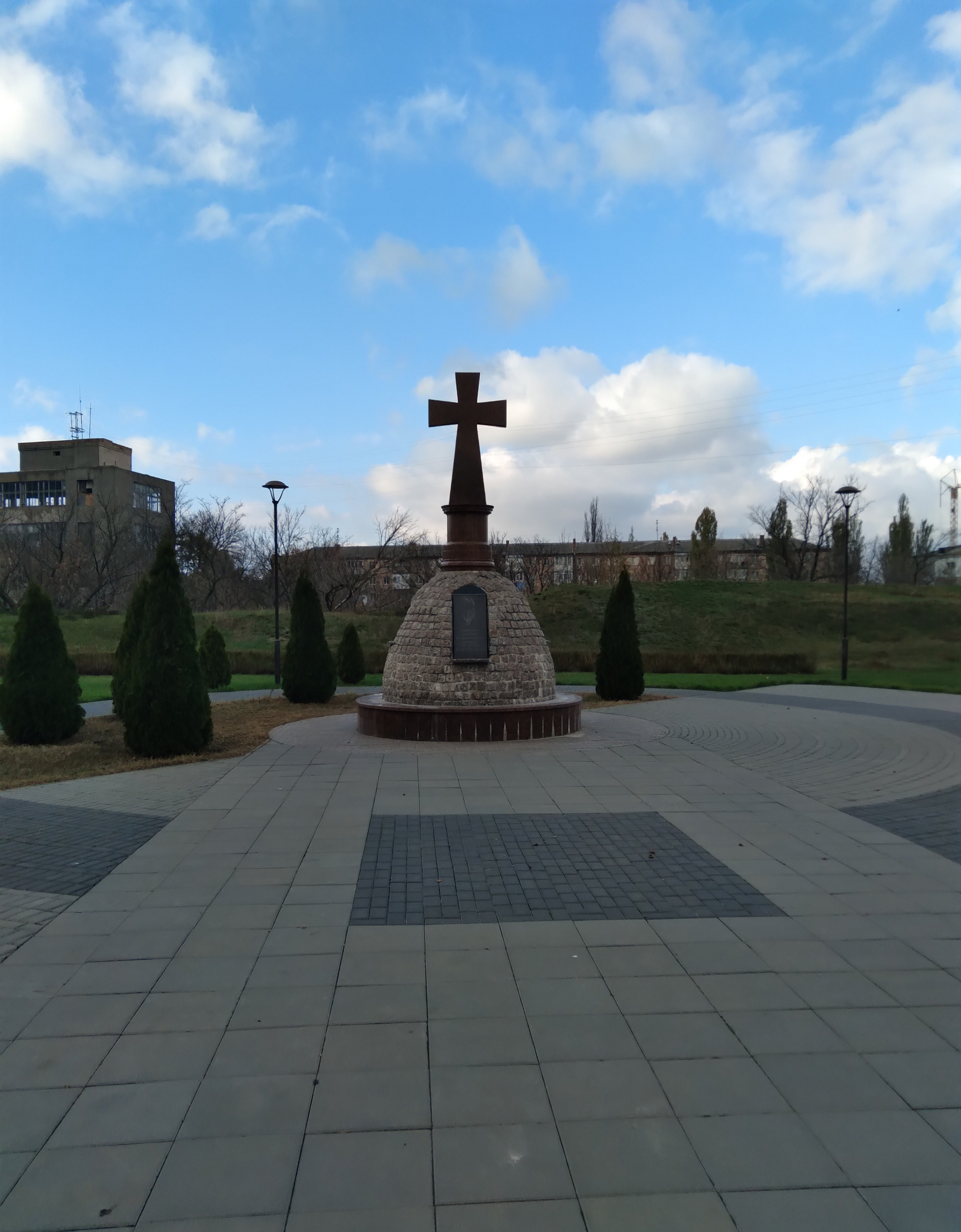
monument în Kropîvnîțkîi

## Resurse externe

### Declarații și acte legale
- Concluziile Comisiei pentru foametea din Ucraina Arhivat în 4 iunie 2011, la Wayback Machine., U.S. Commission on the Ukraine Famine, raportul către Congresul SUA, 19 aprilie 1988
- Declarația comună la Națiunile Unite cu privire la a 70-a aniversare a marei foamete din Ucraina, 1932-1933
- Adresarea  Verhovna Rada către națiunea ucraineană la comemorarea victimelor Holodomorului din 1932-1933 (în ucraineană)

### Cărți
- Marco Carynnyk, Lubomyr Luciuk și Bohdan S Kordan, eds, The Foreign Office and the Famine: British Documents on Ukraine and the Great Famine of 1932-1933, prefață de Michael Marrus (Kingston: Limestone Press, 1988)
- Robert Conquest, The Harvest of Sorrow: Soviet Collectivization and the Terror-Famine (1986)
- Wasyl Hryshko, The Ukrainian Holocaust of 1933, (Toronto: 1983, Bahriany Foundation)
- Miron Dolot, Execution by Hunger: The Hidden Holocaust (WW Norton & Compnay, 1985)
- Leonard Leshuk, ed, Days of Famine, Nights of Terror: Firsthand Accounts of Soviet Collectivization, 1928-1934 (Kingston: Kashtan Press, 1995)
- Lubomyr Luciuk, ed, Not Worthy: Walter Duranty's Pulitzer Prize and The New York Times (Kingston: Kashtan Press, 2004)
- Douglas Tottle, Fraud, Famine, and Fascism: The Ukrainian Genocide Myth from Hitler to Harvard (1987)